# Gare de Nomain
Gare de Nomain vasútállomás Franciaországban, Nomain településen.

## Vasútvonalak
Az állomást az alábbi vasútvonalak érintik:
- Fives-Hirson-vasútvonal

## Kapcsolódó állomások
A vasútállomáshoz az alábbi állomások vannak a legközelebb:
- Gare de Templeuve
- Gare d’Orchies